# معرفت‌شناسی کاربردی
معرفت‌شناسی کاربردی (به انگلیسی:Applied epistemology) به مطالعه‌ای اطلاق می‌شود که تعیین می‌کند آیا سیستم‌های تحقیقی که به دنبال حقیقت هستند به باورهای واقعی دربارهٔ جهان منجر می‌شوند یا خیر. یک مفهوم سازی خاص به این موضوع که معرفت‌شناسی کاربردی در تلاش در پاسخ به این پرسش است که «آیا این سیستم‌ها به اهداف معرفتی کمک می‌کنند یا خیر» این شاخه از فلسفه در شیوه‌های خارج از فلسفه مانند علوم و ریاضیات به کار می‌رود.
هنگامی که معرفت‌شناسی کاربردی به عنوان یک روش در جستجوی معرفت شناختی توصیف می‌شود، به این معنی است که روش‌شناسی آن توسط یک بنیاد معرفت‌شناختی پشتیبانی می‌شود.

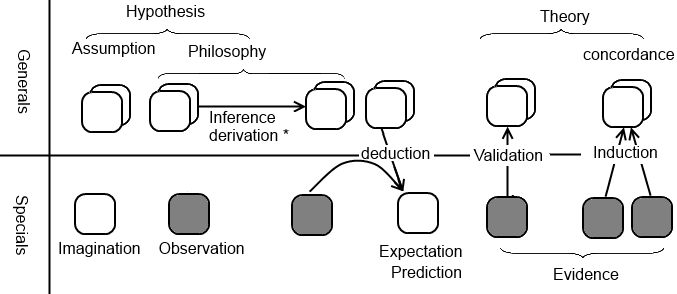
رابطه بین مفاهیم اساسی معرفت‌شناسی

## کابردها
به عنوان بخشی از «فلسفه کاربردی»، معرفت‌شناسی کاربردی در رویه‌ها و مسائل مختلف معاصر به کار گرفته شده‌است. این شامل کاربرد آن در تفکر انتقادی یا منطق غیررسمی، سیستم‌های اطلاعاتی و نگرانی‌های شدید اجتماعی است. در حوزه تفکر انتقادی، این ایده نهفته‌است که تفکر شفاف و دقیق در مورد هر موضوعی نیازمند درک و به‌کارگیری مفاهیم اساسی معرفتی است. نظریه پردازان از نظریه‌های فلسفی برای پرداختن به مسائل معرفتی زندگی واقعی استفاده می‌کنند.